# Třída Serrano
Třída Serrano byla třída torpédoborců chilského námořnictva. Všech šest jednotek bylo postaveno ve Velké Británii. Ve službě byly v letech 1928–1966. Všechny byly vyřazeny.

## Pozadí vzniku
Stavba šesti torpédoborců pro chilské námořnictvo byla objednána roku 1927 u britské loděnice John I. Thornycroft & Co. v Southamptonu. Vyvinuty byly na základě loděnicí Thornycroft navrženého britského torpédoborce HMS Amazon. Stavba probíhala v letech 1927–1929.
Jednotky třídy Serrano:
| Jméno    | Založení kýlu | Spuštěn | Vstup do služby | Osud          |
| -------- | ------------- | ------- | --------------- | ------------- |
| Aldea    | 1928          | 1928    | 1929            | Vyřazen 1958. |
| Hyatt    | 1927          | 1928    | 1929            | Vyřazen 1963. |
| Orella   | 1927          | 1928    | 1928            | Vyřazen 1966. |
| Riquelme | 1927          | 1928    | 1929            | Vyřazen 1963. |
| Serrano  | 1927          | 1928    | 1928            | Vyřazen 1966. |
| Videla   | 1928          | 1928    | 1929            | Vyřazen 1958. |

## Konstrukce

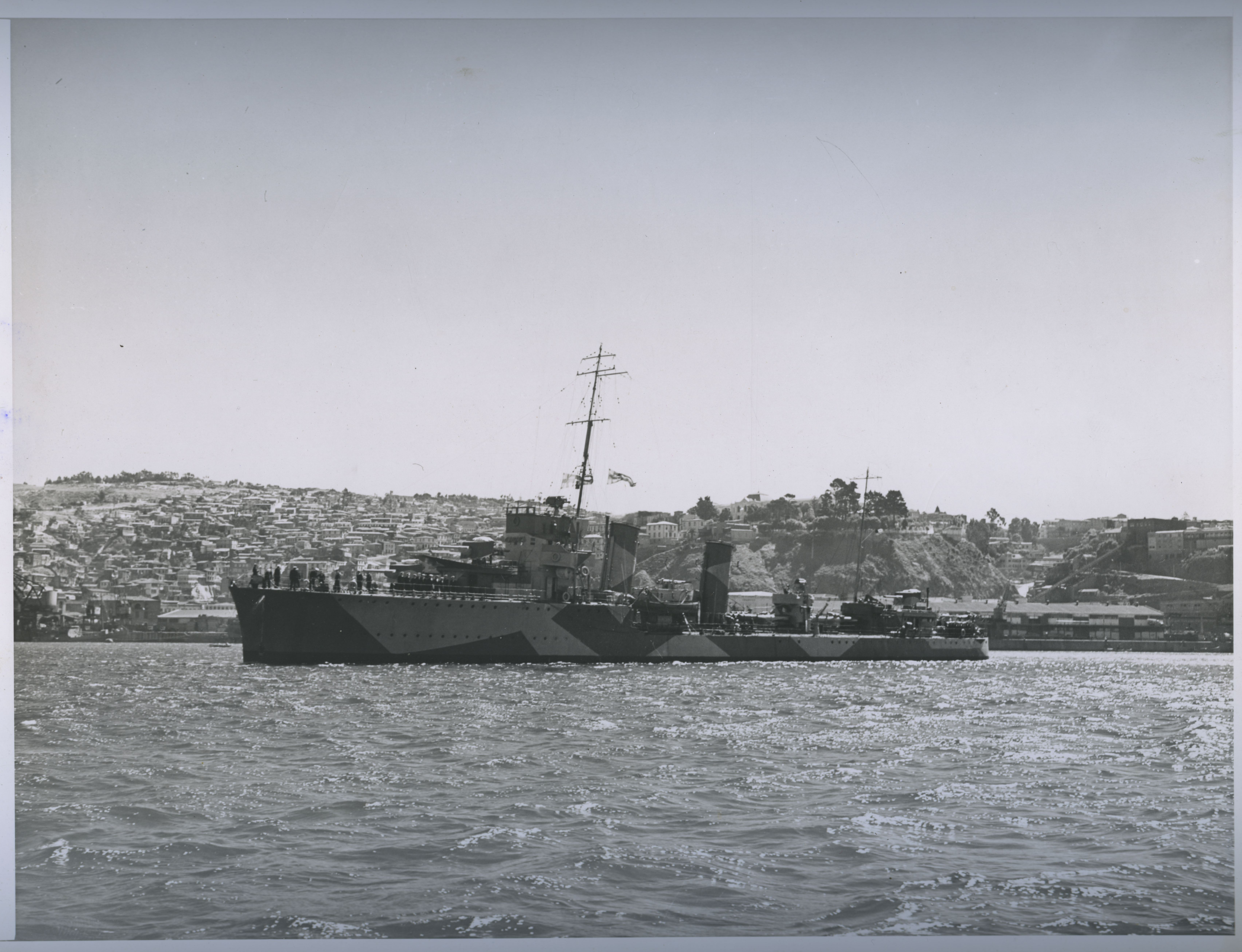
Torpédoborec třídy Serrano

Výzbroj tvořily tři 120mm kanóny, jeden 76mm kanón, tři 7,7mm kulomety, dva trojité 533mm torpédomety a dva vrhače hlubinných pum. Polovina plavidel dále nesla miny a polovina minolovné vybavení. Pohonný systém tvořily tři kotle Thornycroft a dvě sady turbín Parsons o výkonu 28 000 hp, pohánějící dva lodní šrouby. Nejvyšší rychlost dosahovala 35 uzlů.

## Modifikace
Ve 40. letech byl kulomety nahrazeny stejným počtem 20mm kanónů.